# Irene Eijs
Irene Elisabeth Maria Eijs (Wassenaar, 16 de diciembre de 1966) es una deportista neerlandesa que compitió en remo.
Participó en dos Juegos Olímpicos de Verano, obteniendo una medalla de bronce en Atlanta 1996, en la prueba de doble scull, y el octavo lugar en Barcelona 1992 (scull individual).
Ganó dos medallas en el Campeonato Mundial de Remo de 1995, plata en doble scull y bronce en cuatro scull.

## Palmarés internacional
| Juegos Olímpicos   | Juegos Olímpicos         | Juegos Olímpicos  | Juegos Olímpicos |
| Año                | Lugar                    | Medalla           | Prueba           |
| ------------------ | ------------------------ | ----------------- | ---------------- |
| 1996               | Atlanta (Estados Unidos) | Medalla de bronce | Doble scull      |
| Campeonato Mundial |                          |                   |                  |
| Año                | Lugar                    | Medalla           | Prueba           |
| 1995               | Tampere (Finlandia)      | Medalla de plata  | Doble scull      |
| 1995               | Tampere (Finlandia)      | Medalla de bronce | Cuatro scull     |